# Брежани (Светі-Петар-Ореховець)
Брежани (хорв. Brežani) — населений пункт у Хорватії, у Копривницько-Крижевецькій жупанії у складі громади Светі-Петар-Ореховець.

## Населення
Населення за даними перепису 2011 року становило 24 осіб.
Динаміка чисельності населення поселення: